# Moschuriw
Moschuriw (ukrainisch Мошурів; russisch Мошуров Moschurow, polnisch Moszurów) ist ein Dorf im Westen der ukrainischen Oblast Tscherkassy mit etwa 1690 Einwohnern.

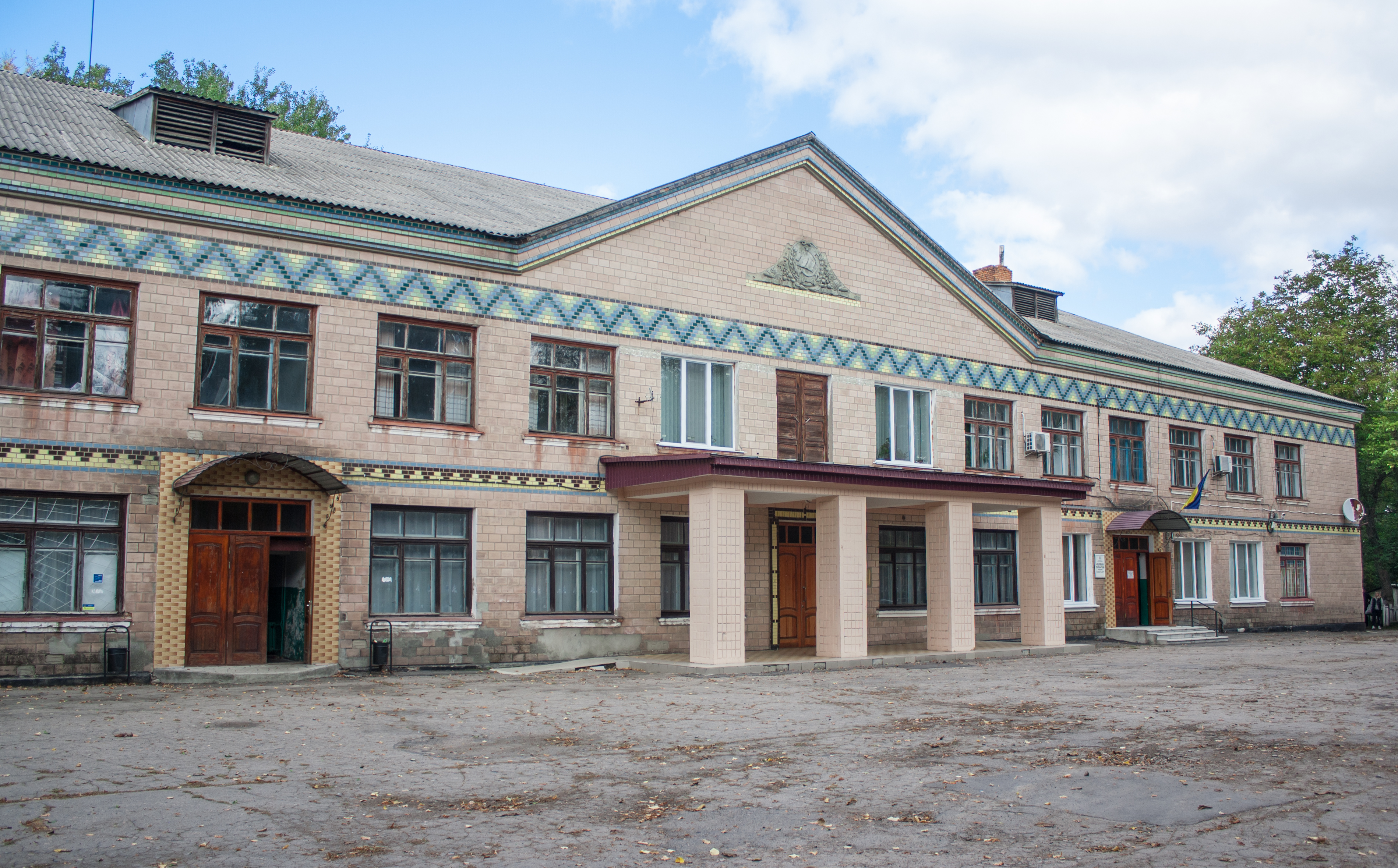
Kulturhaus im Ort

Das erstmals im  16. Jahrhundert schriftlich erwähnte Dorf liegt im Dneprhochland auf einer Höhe von 209 m am Ufer der Moschuriwky (Мошурівки), einem Nebenfluss des Hirskyj Tikytsch, 10 km westlich vom ehemaligen Rajonzentrum Talne und etwa 140 km südwestlich vom Oblastzentrum Tscherkassy. Durch das Dorf verläuft die Territorialstraße T–24–11.
Am 12. Juni 2020 wurde das Dorf ein Teil der Stadtgemeinde Talne, bis dahin bildete es die gleichnamige Landratsgemeinde Moschuriw (Мошурівська сільська рада/Moschuriwska silska rada) im Westen des Rajons Talne.
Am 17. Juli 2020 kam es im Zuge einer großen Rajonsreform zum Anschluss des Rajonsgebietes an den Rajon Swenyhorodka.

## Bevölkerungsentwicklung
| 1970 | 2001 | 2013 | 2014 | 2015 | 2016 | 2017 | 2018 |
| ---- | ---- | ---- | ---- | ---- | ---- | ---- | ---- |
| 3021 | 2015 | 1816 | 1766 | 1764 | 1732 | 1710 | 1701 |

Quelle: 1970, 2001, ab 2013